# Gerhard Poschner
Gerhard Poschner (* 23. September 1969 in Dumitra, Kreis Bistrița-Năsăud, Rumänien) ist ein ehemaliger deutscher Fußballspieler. Sein größter Erfolg war der Gewinn des DFB-Pokals mit dem VfB Stuttgart im Jahr 1997. Hinzu kommen drei europäische Endspiele im UEFA-Pokal und dem Europapokal der Pokalsieger mit Stuttgart respektive Borussia Dortmund.

## Spielerkarriere

### VfB Stuttgart
Gerhard Poschner zog 1974 mit seiner Familie nach Bietigheim-Bissingen, wo er seine Karriere in der E-Jugend der SpVgg Bissingen begann. Mit 13 Jahren wechselte in die Jugend des VfB Stuttgart und wurde dort 1987 mit 17 Jahren Profi: Am 3. Spieltag der Saison 1987/88 gab er am 15. August 1987 sein Debüt in der Bundesliga; beim 6:0-Erfolg gegen Borussia Mönchengladbach wurde Poschner in der 88. Minute für Jürgen Hartmann eingewechselt. Im Laufe der Spielzeit folgten weitere Kurzeinsätze. Am 2. September 1987, bei der Begegnung mit Werder Bremen, war der Defensivspieler erstmals in der Startelf. Mit Maurizio Gaudino, Karl Allgöwer und Hartmann hatte Poschner große Konkurrenz im Mittelfeld der Schwaben. Als sich in der folgenden Spielzeit die Situation nicht wesentlich verbesserte, entschied sich Poschner im Sommer 1990 zu einem Wechsel zu Borussia Dortmund. Der größte Erfolg des VfB in dieser Zeit war 1988/89 die Finalteilnahme am UEFA-Cup. Beim Sieg des SSC Neapel war Poschner jedoch nur Zuschauer, da er zu dieser Zeit nicht berücksichtigt wurde.

### Borussia Dortmund
In seinem neuen Verein schaffte er den endgültigen Durchbruch und bildete mit Michael Rummenigge und Michael Zorc das Grundgerüst im Dortmunder Mittelfeld. 1992/93 zog er mit der Mannschaft ins Finale um den UEFA-Pokal ein. Nach Hin- und Rückspiel wurde dieses allerdings gegen Juventus Turin mit 1:6 verloren. Poschner spielte in beiden Spielen über die volle Spielzeit. Nach vier Jahren beim BVB und der Vizemeisterschaft 1991/92 zog es den Mittelfeldspieler zur Saison 1994/95 wieder nach Stuttgart.

### VfB Stuttgart (ab 1994)
In den kommenden vier Jahre war Poschner einer der Leistungsträger des Teams. Mit 32 Ligapartien in seiner Comebacksaison hatte er nur eine weniger als Stammtorhüter Eike Immel. Bis zum Ende der Saison 1997/98 absolvierte Poschner nie weniger als 28 Ligaeinsätze. Er gewann dabei 1997 den DFB-Pokal gegen Energie Cottbus und zog 1998 in das Endspiel des Europapokals der Pokalsieger ein, das sein Verein gegen den FC Chelsea verlor. In der anschließenden Spielzeit wurde er sukzessive durch den sieben Jahre jüngeren Ungarn Krisztián Lisztes verdrängt.

### Weitere Karriere
Bereits zur Winterpause suchte er sich einen neuen Verein und unterzeichnet bei AC Venedig in Italien. Poschner zog sich bereits im ersten Spiel einen Mittelfußbruch zu und fiel lange aus; zudem wurde das Spiel kurz nach seinem Ausscheiden wegen Nebels abgebrochen. So kam Poschner erst im letzten Saisonspiel zu seinem einzigen gewerteten Einsatz in der Serie A. Bereits nach sechs Monaten trennten sich beide Parteien wieder, Poschner zog es nach Spanien zu Rayo Vallecano. Beim Aufsteiger in die Primera División fand Poschner zu alter Stärke zurück. Der Verein erreichte den neunten Rang, im Jahr darauf Platz vierzehn. Im Juni 2001 wurde er vom österreichischen Klub Rapid Wien verpflichtet, ging aber nach einem halben Jahr wieder nach Spanien und schloss sich dem damaligen Zweitligisten Polideportivo Ejido an. In der Winterpause der Saison 2003/04 holte ihn der TSV 1860 München, bei dem er vier Begegnungen absolvierte, für ein halbes Jahr in die Bundesliga. Sein letztes Profispiel absolvierte Poschner am 21. Februar 2004 gegen den VfL Wolfsburg.
In der Bundesliga absolvierte der Mittelfeldspieler insgesamt 290 Spiele und erzielte dabei 22 Tore.

## Nach der Spielerkarriere
Poschner arbeitete nach der Karriere zunächst als Spielerbeobachter und -berater. Dabei betreute er ehemalige Bundesligaspieler wie Ewerthon oder Marko Babić.
Vom 8. August 2009 bis zum 22. Mai 2010 war Gerhard Poschner Generaldirektor beim spanischen Erstligaaufsteiger Real Saragossa. Schon zuvor stand er dem Verein als externer Berater zur Verfügung. Im Vorfeld der Saison 2009/10 verpflichtete er u. a. Jermaine Pennant, Ikechukwu Uche und Juan Pablo Carrizo.
Am 11. April 2014 übernahm Poschner als Nachfolger von Florian Hinterberger das Amt des Sportchefs des Zweitligisten TSV 1860 München. Nach der Saison 2014/15 wurde er für das schlechte Abschneiden der Mannschaft verantwortlich gemacht und von den Aufgaben des Geschäftsführers Sport entbunden und zum Sportdirektor ernannt. Deshalb kündigte Poschner im Juli 2015 fristlos.
Inzwischen tritt Poschner wieder als Spielerberater in Erscheinung. So war er beim Transfer von Jorge Meré von Sporting Gijón zum 1. FC Köln als Berater des Spielers tätig.

## Trivia
- Am 17. Januar 2009 war Poschner Teilnehmer beim TV total Eisfußball-Pokal. Dabei spielte er zusammen mit Fredi Bobic, Guido Cantz, Joey Kelly, Jens Keller, Franz Wohlfahrt und Guido Buchwald im Team VfB Stuttgart. Im Finale setzte sich die Mannschaft mit 1:0 gegen St. Pauli durch.
- Unter dem Namen Das tragische Dreieck nahm Poschner 1997 zusammen mit Fredi Bobic und Marco Haber das Lied Steh auf auf. Ein Musikvideo wurde ebenfalls gedreht.[7]